# انقلاب 1981 في جمهورية إفريقيا الوسطى
في 1 سبتمبر 1981، أطاح الجنرال أندريه كولينغبا بالرئيس ديفيد داكو رئيس جمهورية إفريقيا الوسطى في انقلاب غير دموي بينما كان داكو بعيدًا عن البلاد متوجهاً إلى ليبيا في زيارة رسمية. في اليوم التالي للانقلاب، تم تشكيل «اللجنة العسكرية للإنعاش الوطني» (بالفرنسية: Comite Militaire pour le Repressement National) وكان يقودها كولينغبا. ثم علّق المجلس الثوري للديمقراطية والانتخابات الدستور وقيد نشاط الأحزاب السياسية.
وعد نظام كولينغبا العسكري بإجراء انتخابات والتخلص من الفساد، ولكن على مدى السنوات الأربع التالية، ازداد الفساد، وأرجعت اللجنة العسكرية الانتخابات المخطط لها مرارًا وتكرارًا حتى عام 1987. في عام 1982، نجا النظام من محاولة انقلاب.